# 因纳利森
因纳利森（英语：Innerleithen；苏格兰盖尔语：Inbhir Leitheann），是英国苏格兰苏格兰边区的一个城镇，位于苏格兰边区西部。总人口约2.6千人。